# Guillaume Duchenne de Boulogne
Pour les articles homonymes, voir Duchenne.
Guillaume-Benjamin Duchenne, surnommé Duchenne de Boulogne (17 septembre 1806 à Boulogne-sur-Mer - 17 septembre 1875 à Paris), est un médecin neurologue français. C’est l’un des plus grands cliniciens du XIXe siècle et le fondateur de la neurologie.

## Biographie
Guillaume Duchenne suit ses études secondaires à Douai, étudie la médecine à Paris et retourne en 1831 dans sa ville natale pour y exercer sa profession. En 1833, il expérimente l'usage thérapeutique de l'électricité sur les pêcheurs. En 1842, il s'établit à Paris où il passe le reste de sa vie à développer les applications cliniques de l'électricité. Médecin sans statut hospitalier officiel, il impressionne par la rigueur de ses expériences, ce qui lui vaut de la part de Jean-Martin Charcot le titre de « maître ».

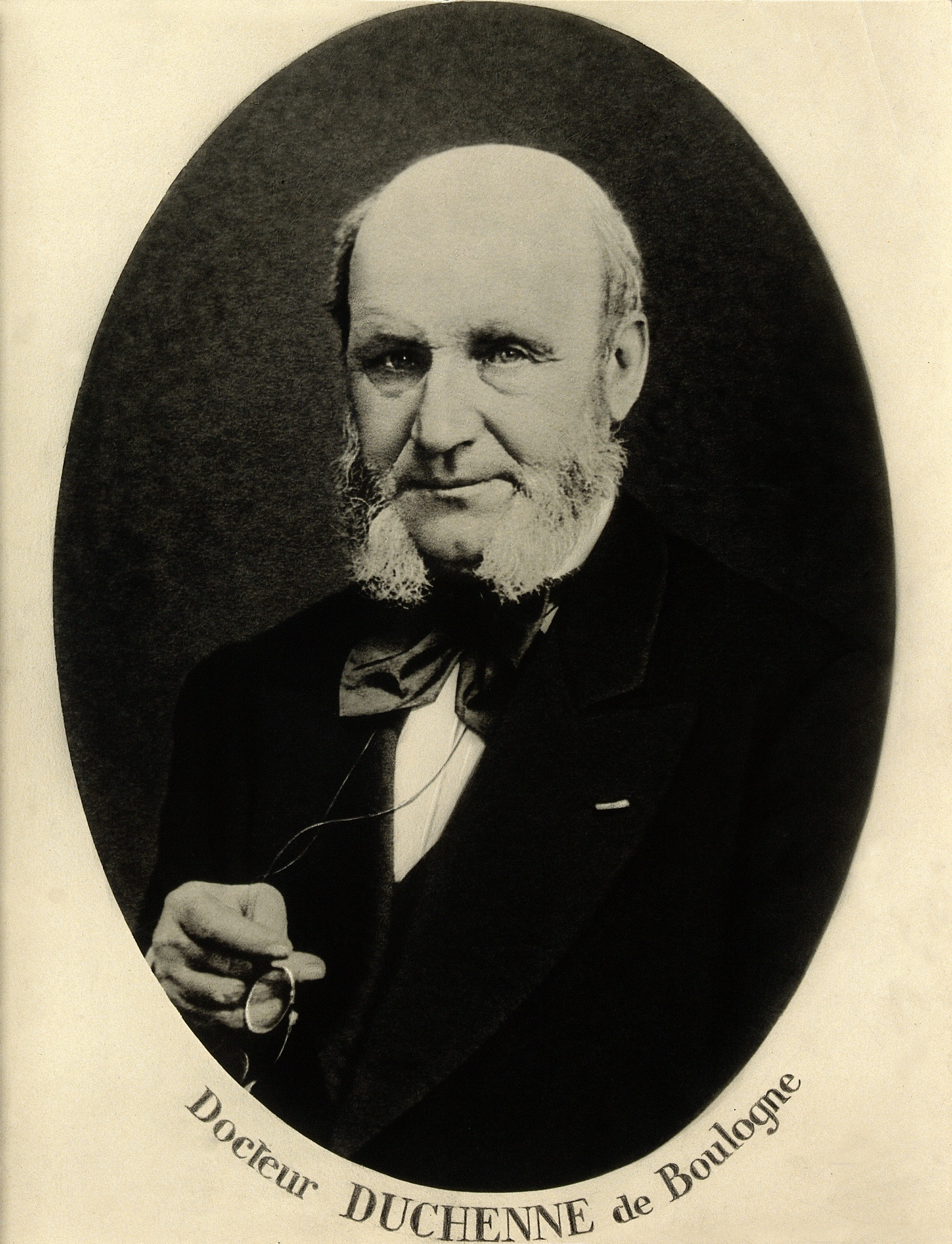
Guillaume-Benjamin Amand Duchenne de Boulogne

Duchenne est un pionnier dans l’utilisation de l’électricité comme instrument d'expérimentations physiologiques. L’usage du courant alternatif lui permet de stimuler avec précision un seul faisceau musculaire à la fois. Grâce à cette technique, il décrit plusieurs affections et localise leur origine, comme c’est le cas d’une forme d’atrophie musculaire qui porte aujourd’hui son nom (la myopathie de Duchenne), et du tabès. Il travaille également sur la poliomyélite, individualise pour la première fois chacun des muscles de la face et inaugure la technique de la biopsie en inventant un instrument permettant de prélever des échantillons de tissu à l'intérieur du corps.
Ses expérimentations électriques lui permettent de conclure qu'un vrai sourire de bonheur est formé non seulement par les muscles buccaux mais aussi par les muscles oculaires. De tels sourires « authentiques » sont nommés « sourires de Duchenne » en son honneur.
Sa grande originalité est d'avoir aussi eu un souci artistique. Hésitant à faire l'École des beaux arts de Paris, Duchenne dessine parfaitement bien les expressions du visage (Drouin E et Péréon Y, 2013). Photographe, il a méticuleusement recensé toutes les expressions possibles du visage en se servant comme modèle, ou cobaye, d'un homme aux traits paralysés. C'est à l'aide de l'électricité que les expressions étaient obtenues.
Il est également un des fondateurs de la Société académique du Boulonnais en 1863.
Guillaume Duchenne est enterré au cimetière de l'Est (Boulogne-sur-Mer).

## Principales publications
- Essai sur la brûlure (1833)
- De l'Électrisation localisée et de son application à la physiologie, à la pathologie et à la thérapeutique (1855)[4]
- Mécanisme de la physionomie humaine, ou Analyse électro-physiologique de l'expression des passions applicable à la pratique des arts plastiques (1862)
- Physiologie des mouvements démontrée à l'aide de l'expérimentation électrique et de l'observation clinique, et applicable à l'étude des paralysies et des déformations (1867)

## Photographies des expériences de Duchenne

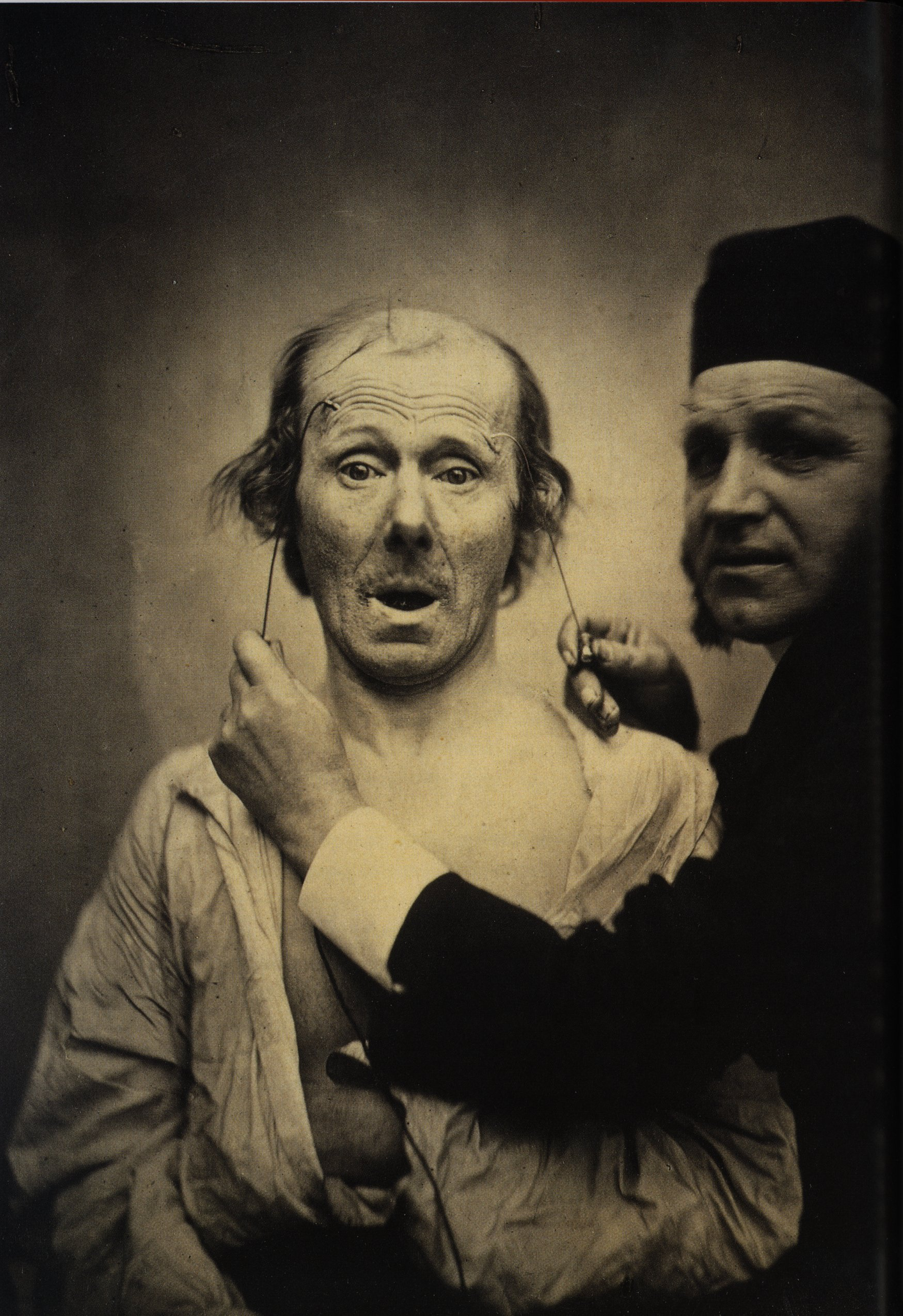
Guillaume-Benjamin Duchenne et son patient
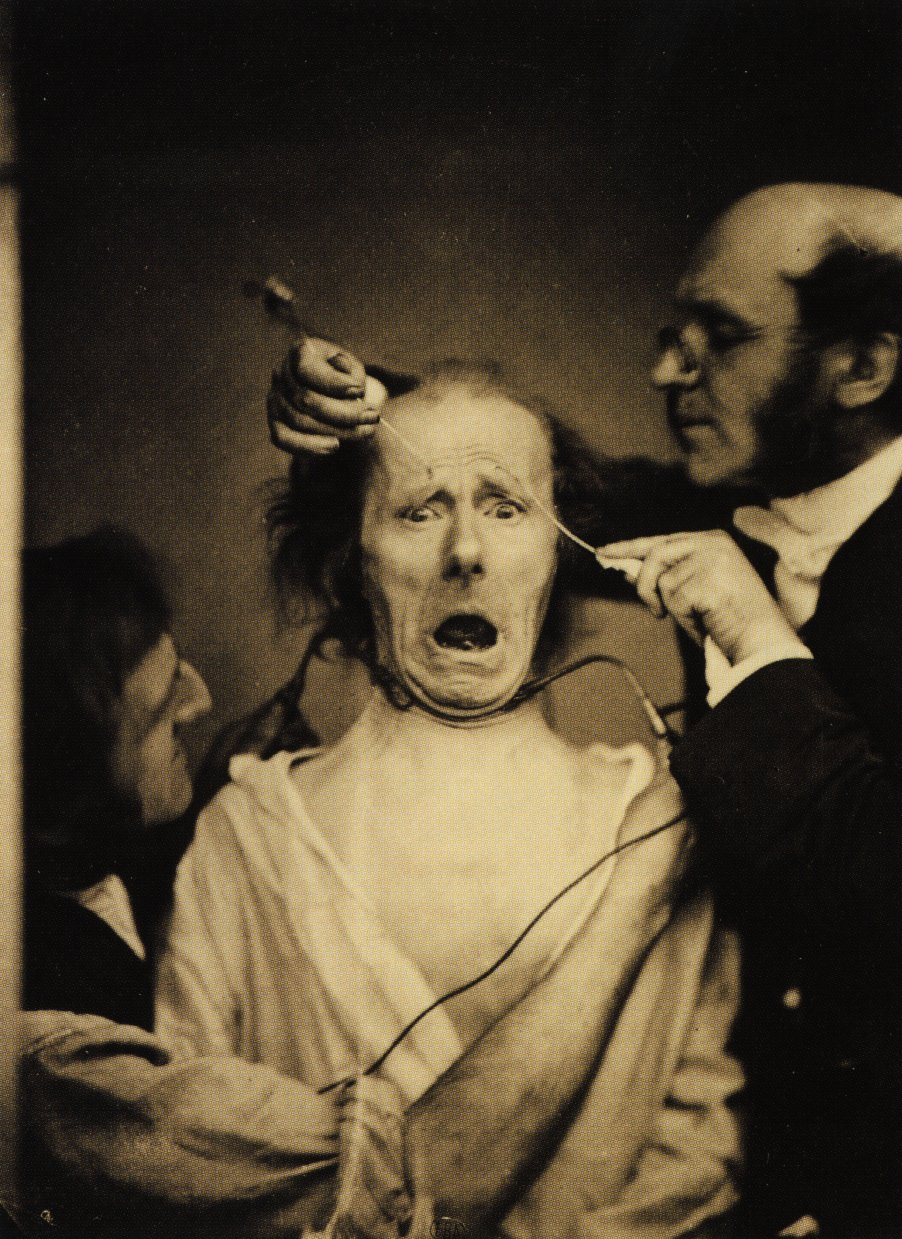
Guillaume-Benjamin Duchenne déclenchant une expression de frayeur par la stimulation électrique.
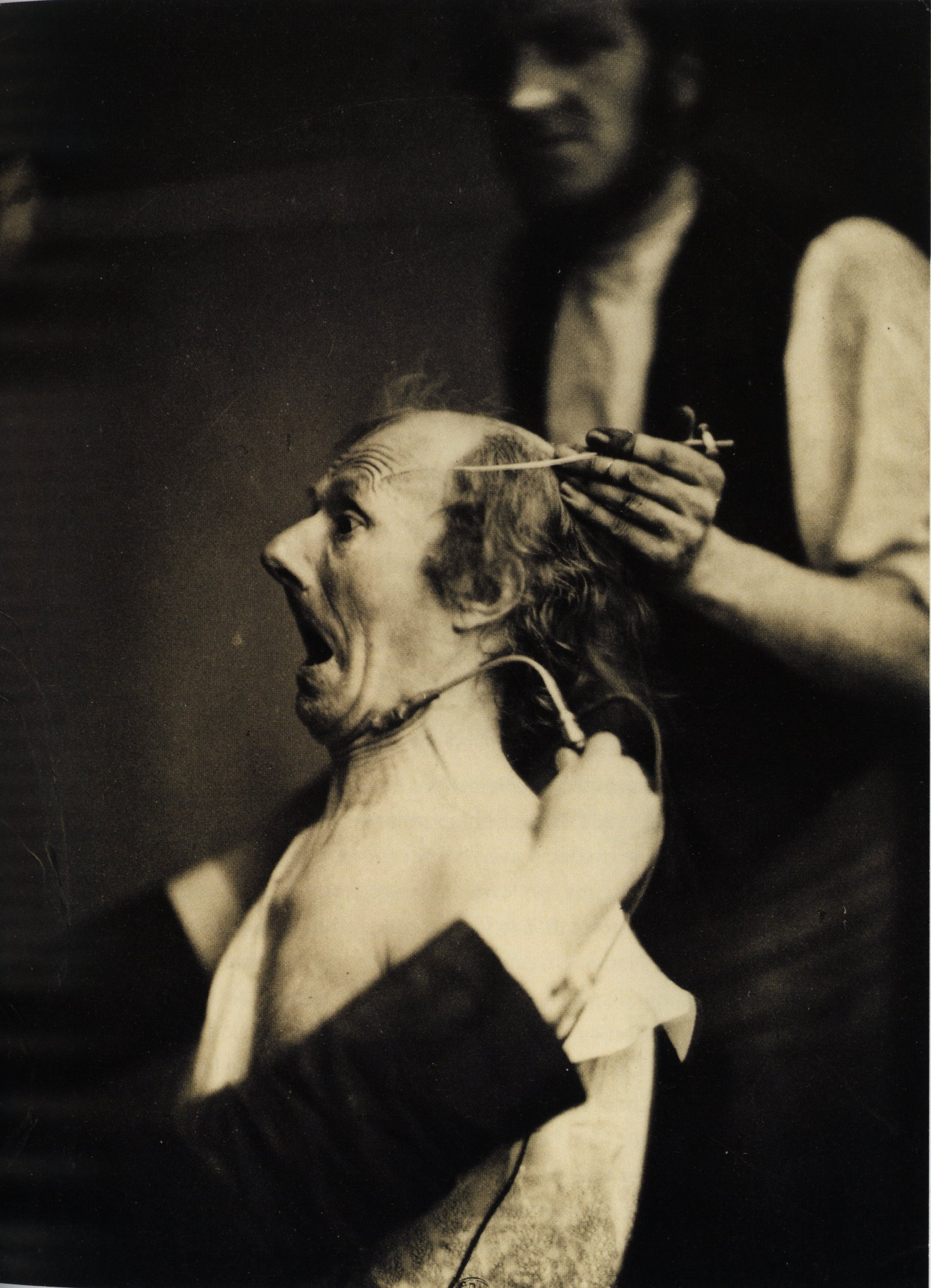
Stimulation électrique de profil.